# Карибу-Тарги
Карибу-Тарги (англ. Caribou-Targhee National Forest) — национальный лес в штатах Айдахо и Вайоминг, США. Представляет собой несколько отдельных территорий общей площадью 10 646 км². На востоке граничит с национальными парками Гранд-Титон и Йеллоустон, а также с национальным лесом Бриджер-Титон. Большая часть леса является частью экосистемы Большой Йеллоустон, площадь которой составляет около 81 000 км².
В западной части национального леса преобладает травянистая растительность и кустарники, тогда как в восточной части распространены леса, представленные сосной скрученной широкохвойной, а также несколькими видами ели и пихты. Фауна леса в целом сходна с фауной парка Йеллоустон и включает таких животных как гризли, барибалы, волки, лоси, бизоны, пумы, вилороги и др.
Имеются несколько кемпингов, около 2500 км пешеходных маршрутов и другая туристическая инфраструктура.